# 中田丑五郎
中田 丑五郎（なかた うしごろう、1947年（昭和22年）1月1日 - ）は、日本の政治家。元徳島県勝浦町長（3期）。父は元勝浦町長である中田森蔵。

## 経歴
徳島県出身。1971年（昭和46年）、東洋大学法学部卒業。大学卒業後、同年に社団法人徳島県林業公社に入社。
1999年（平成11年）7月に勝浦町議会議員に当選。2003年（平成15年）6月、勝浦町助役に就任。
2006年（平成18年）2月、勝浦町長に当選。その後、2010年（平成22年）と2014年（平成26年）も当選3期を務める。
2018年（平成30年）1月28日の勝浦町長選挙では新人の野上武典に敗れ落選した。
2022年、旭日双光章受章。